# Monte Mazama
O Monte Mazama é um vulcão complexo no estado de Oregon, Estados Unidos, em uma parte do Arco Vulcânico Cascatas e Cordilheira das Cascatas. Grande parte da montanha desmoronou depois de uma enorme erupção há mais ou menos 7.700 anos. O vulcão situa-se no Condado de Klamath, no sul das Cascades, 97 km a norte da fronteira Oregon-Califórnia.